# Drepanodontus
Drepanodontus là một chi ốc biển, là động vật thân mềm chân bụng sống ở biển trong họ Buccinidae.

## Các loài
Các loài trong chi Drepanodontus gồm có:
- Drepanodontus tatyanae Harasewych & Kantor, 2004[2]